# خلیج فئودوسیا
خلیج فئودوسیا (روسی: Феодосийский залив) یک خلیج در نزدیکی فئودوسیا در شبه‌جزیره کریمه است.